# Ос-Бланкос
Ос-Бланкос (гал. Os Blancos, ісп. Blancos) — муніципалітет в Іспанії, у складі автономної спільноти Галісія, у провінції Оренсе. Населення — 1030 осіб (2009).
Муніципалітет розташований на відстані близько 380 км на північний захід від Мадрида, 38 км на південь від Оренсе.
Муніципалітет складається з таких паррокій: Агіс, Ос-Бланкос, Ковас, Ковелас, Гунтін, Носедо, Пешейрос.

## Демографія
Динаміка населення (INE ):

## Галерея зображень

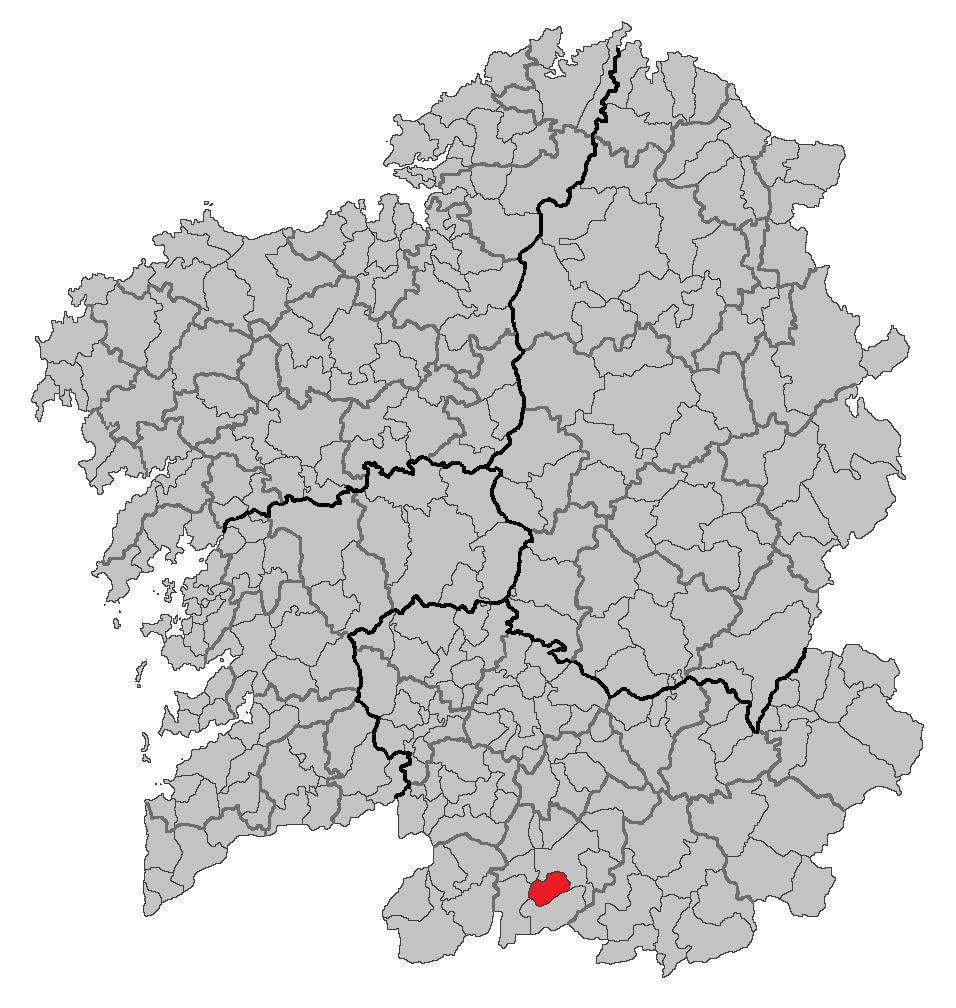
Розташування муніципалітету